# Sture Lagerman
Axel Sture Lagerman, född 25 september 1894 i Långemåla, död 27 november 1975 i Trollhättan,  var en svensk idrottsman (långdistanslöpare). Han var bror till Ella Lagerman.
Lagerman tävlade för IF Gothia. Han vann SM-guld på 10 000 meter år 1916. 